# Timothy Dwight
Timothy Dwight (ur. 14 maja 1752 w Northampton w stanie Massachusetts, zm. 11 stycznia 1817 w New Haven) – amerykański duchowny, teolog, pedagog i poeta.

## Życiorys
Początkowo uczył się w domu pod kierunkiem matki, córki kaznodziei Jonathana Edwardsa. W wieku 13 lat rozpoczął edukację na Yale. Ukończył studia w 1769. Wykonywał różne prace. Był kapelanem armii kontynentalnej. W 1783 założył szkołę w Greenfield Hill w stanie Connecticut. Został tam też pastorem w Congregational Church. W 1787 obronił doktorat z teologii na Uniwersytecie Princeton. W 1809 był jednym z założycieli Andover Theological Seminary, pierwszego seminarium duchownego w Nowej Anglii. Prywatnie był przyjacielem prezydenta Jerzego Waszyngtona.

## Twórczość
Timothy Dwight jest znany jako autor poematu Greenfield Hill (1794) i eposu biblijnego The Conquest of Canaan (1785). Ten ostatni utwór, napisany parzyście rymowanym pentametrem jambicznym, czyli dystychem bohaterskim (heroic couplet), uchodzi za pierwszy amerykański epos. Jest on wcześniejszy od Kolumbiady Joela Barlowa (1787-1807).